# Periodismo en Honduras
El periodismo en la república de Honduras da sus inicios en el siglo XIX.  

## Historia

### Comienzos en la era independiente
La historia del periodismo en Honduras se inicia con la importación de la primera imprenta a Honduras en 1829 por órdenes del presidente y general Francisco Morazán. El 4 de diciembre de 1829 se imprimió el primer documento, que consistía en una proclama escrita por el mismo general Morazán. Al año siguiente, el 25 de mayo de 1830, se fundó el primer periódico oficial de la república de Honduras, al cual se le denominó La Gaceta, mismo que hasta la fecha se mantiene en vigencia, publicándose en éste tanto Decretos como Acuerdos pendientes de publicar, resoluciones, Personerías Jurídicas, certificaciones, herencias, adopciones, demandas, edictos (dispensas) y avisos jurídicos varios.
Si bien La Gaceta era el órgano oficial del Estado, en 1831 apareció su contraparte "El Rayo" que fue un periódico en el que se marcaron las primeras “inquietudes periodísticas” ya que contenía algunos artículos relacionadas con críticas y con escritos que determinaban los problemas del país en la tercera década del siglo XIX.
En el mismo siglo XIX la población requiere de enterarse de los sucesos acontecidos dentro del país hondureño; es cuando, en el siguiente siglo es creada una Facultad de periodismo de la cual puedan egresar profesionales redactores, cuyo fin es el informar sobre los hechos de la vida diaria.

### sigloXXy actualidad
En 1912, el empresario Manuel M. Calderón fundó "El Cronista", denominado como el primer diario de la república de Honduras. Al inicio la publicación estuvo más enfocada en temas literarios y sociales, hasta que al año siguiente (1913) Manuel Calderón le vendió "El Cronista" al periodista Paulino Valladares, quién transformó el diario en un medio de propaganda combativa, contenía críticas, editorial y columnas, donde participaban diferentes intelectuales de Tegucigalpa, muchos de ellos escribían esporádicamente sin ser periodistas profesionales. En 1925 el periodista Froylan Turcios funda la Revista "ARIEL" desde la cual aparte de ser un medio social y literario tegucigalpense, también era un medio de expresión combativo. Turcios en 1929 fundó la Asociación de Prensa Hondureña, que reunió a escritores y literatos de la época, eran prácticamente 18 periodistas hondureños. Los periodistas hondureños Alejandro Castro, Óscar Armando Flores Midence y Enrique Gómez, que empezaron a trabajar primeramente en "El Cronista", posteriormente se enrolaron en El Día fundado por Julián López Pineda, en 1948, este periódico fue uno de los más influyentes hasta 1960.
Con el nacimiento de diarios, periódicos, también salen a la luz las primeras revistas de la sociedad hondureña, con todo ello y más el auge de la radiofonía, el país se desarrollaba normalmente.

## Prensa escrita
La prensa escrita en Honduras se inició en 1830 con la publicación de La Gaceta del Gobierno, luego que Francisco Morazán introdujera al país la primera imprenta. Después de este surgieron nuevos diarios: en 1964 inicia operaciones diario La Prensa, diario Tiempo en 1970, La Tribuna en 1976, diario El Heraldo fundado en 1979. Con la llegada de internet, los mismos pasaron a tener presencia en la red.

## Prensa radial
La radio en Honduras comienza en 1928, cuando la Tela Railroad Company establece la Tropical radio, siendo la primera estación radial comercial del país, seguida de HRN que empezó a transmitir en 1933. En la actualidad existen decenas de diarios noticiosos a nivel departamental y nacional, los cuales pueden ser escuchados a nivel global gracias a la radio en línea de estas emisoras.

## Telenoticieros
El pueblo hondureño, comenzó a informarse a través de la televisión en 1959 con el arribo al país de  Canal 5 de Corporación Televicentro. A este canal luego se le sumaron los canales 3 y 7 de San Pedro Sula. Muchos de los canales locales cuentan con telenoticieros matutinos, al mediodía y nocturnos.

## Premio Álvaro Contreras
El Premio Álvaro Contreras fue establecido en 1926 y es otorgado a escritores, políticos, periodistas nacionales e internacionales. El Premio fue establecido mediante Decreto n.º 34 y emitido por el soberano Congreso Nacional de Honduras.

## Censura en Honduras
Honduras ocupa el puesto 141 de 184 en el Índice de libertad de prensa de 2017 elaborada por Reporteros Sin Fronteras.
En 2013, Reporteros Sin Fronteras publicó una lista de los 39 «depredadores» de la libertad de prensa, en América Latina declararon a Miguel Facussé Barjum como uno de ellos.

## Asesinato de periodistas
En Honduras se registraron entre 2000 y 2014 60 mil asesinatos, de los cuales menos del 10 % fueron investigados por falta de recursos, por lo que el 97 % de los asesinatos han quedado en lj tu hermana
 Han sido asesinados más de 100 periodistas desde la fecha.